# Kurt Wenkhaus
Kurt Wenkhaus (* 10. September 1891 in Berlin als Curt Wilhelm Franz Ferdinand Wenkhaus; † 22. Dezember 1965 ebenda) war ein deutscher Schauspieler.

## Leben
Kurt Wenkhaus, Sohn des Kaufmanns Ferdinand Wenkhaus, besuchte das Luisenstädtische Realgymnasium in Berlin-Prenzlauer Berg und nahm anschließend Unterricht am Königlichen Schauspielhaus. 1911 debütierte er in Aachen, um anschließend an den Bühnen in Halberstadt, Flensburg, Bromberg und Bonn zu spielen. 1921 hatte er in dem Stummfilm Acht Uhr dreizehn. Das Geheimnis des Deltaklubs mitgespielt, dem mehrere Spielfilme folgten. Er wirkte als Schauspieler und Regisseur am Mecklenburgischen Staatstheater Schwerin und unterrichtete an der dortigen Schauspielschule. Ab Anfang der 1950er-Jahre spielte er am Deutschen Theater in Berlin und hatte einen Lehrauftrag an der Humboldt-Universität zu Berlin. Des Weiteren arbeitete Kurt Wenkhaus häufig in Fernseh- und Hörspielproduktionen mit.
Der bekannte Kinderdarsteller Rolf Wenkhaus war sein Sohn.

## Filmografie
- 1954: Ernst Thälmann – Sohn seiner Klasse
- 1955: Hotelboy Ed Martin
- 1956: Der Hauptmann von Köln
- 1958: Das Lied der Matrosen
- 1959: Maria Stuart (Studioaufzeichnung)
- 1959: Weimarer Pitaval: Der Fall Harry Domela (Fernsehreihe)
- 1960: Fernsehpitaval: Der Fall Hugo Stinnes jr. (Fernsehreihe)
- 1960: Fernsehpitaval: Der Fall Hoefle
- 1961: Gewissen in Aufruhr (Fernsehfilm, 5 Teile)
- 1963: Blaulicht: Heißes Geld (Fernsehreihe)

## Theater
- 1951: Alfred Kantorowicz: Die Verbündeten – Regie: Wolfgang Heinz (Deutsches Theater Berlin – Kammerspiele)
- 1951: Adam Tarn: Ein gewöhnlicher Fall (Geschworener) – Regie: Herwart Grosse (Deutsches Theater Berlin – Kammerspiele)
- 1952: Friedrich Schiller: Don Carlos – Regie: Wolfgang Langhoff (Deutsches Theater Berlin)
- 1952: Maxim Gorki: Jegor Bulytschow und die Anderen – Regie: Hans Jungbauer (Deutsches Theater Berlin)
- 1953: Gotthold Ephraim Lessing: Minna von Barnhelm – Regie: Hans Jungbauer (Deutsches Theater Berlin – Kammerspiele)
- 1953: Harald Hauser: Prozeß Wedding (Verteidiger) – Regie: Wolfgang Langhoff (Deutsches Theater Berlin)
- 1954: Albert Maltz: Hotelboy Ed Martin (Anderson) – Regie: Ernst Kahler (Deutsches Theater Berlin – Kammerspiele)
- 1956: Oscar Wilde: Bunbury (Diener) – Regie: Herwart Grosse (Deutsches Theater Berlin – Kammerspiele)
- 1957: Mary Chase: Mein Freund Harvey (Anwalt) – Regie: Wolfgang Thal (Deutsches Theater Berlin – Kammerspiele)
- 1962: Friedrich Schiller: Wilhelm Tell (Meier von Sarnen) – Regie: Wolfgang Langhoff (Deutsches Theater Berlin)
- 1962: Oldřich Daněk: Die Heirat des Heiratschwindlers – Regie: Horst Drinda (Deutsches Theater Berlin – Kammerspiele)

## Hörspiele
- 1953: Herbert Torbeck/Manda Torbeck: Die letzte Meldung (Giredot) – Regie: Wolfgang Schonendorf (Hörspiel – Berliner Rundfunk)
- 1954: Curt Goetz: Das Märchen (Charly) – Regie: Ernst Kahler (Kurzhörspiel – Rundfunk der DDR)
- 1954: Alf Scorell/Kurt Zimmermann: Der Wundermann (August von Theissen) – Regie: Hans Busse (Hörspiel – Rundfunk der DDR)
- 1955: Jan de Hartog: Schiff ohne Hafen (Pfarrer) – Regie: Lothar Dutombé (Hörspiel – Rundfunk der DDR)
- 1955: Leonhard Frank: Die Ursache (Geschworener) – Regie: Martin Flörchinger (Hörspiel – Rundfunk der DDR)
- 1955: A. G. Petermann: Die Premiere fällt aus (Professor Wendel) – Regie: Herwart Grosse (Kriminalhörspiel – Rundfunk der DDR)
- 1955: Lieselotte Gilles/Gerhard Düngel: Der Doktor der Armen (Prinz Ferdinand) – Regie: Willi Porath (Hörspiel – Rundfunk der DDR)
- 1955: Lion Feuchtwanger: Die Witwe Capet (Gaudet) – Regie: Günther Rücker (Rundfunk der DDR)
- 1956: Herbert Burgmüller/Manfred Schäffer: Sein Lied war deutsch (Vater Lortzing) – Regie: Hans Busse (Hörspiel – Rundfunk der DDR)
- 1956: Béla Balázs: Wolfgang Amadeus Mozart (Hofkapellmeister Wagenseil) – Regie: Joachim Witte (Hörspiel – Rundfunk der DDR)
- 1958: Henrik Ibsen: Stützen der Gesellschaft (Kaufmann Rummel) – Regie: Erich-Alexander Winds (Hörspiel – Rundfunk der DDR)
- 1959: Rolf H. Czayka: Der Wolf von Benedetto (Padre Senestro) – Regie: Wolfgang Brunecker (Hörspiel – Rundfunk der DDR)
- 1959: Karlernst Ziem/René Ziem: Der Fall Dinah Furner – Regie: Werner Grunow (Kriminalhörspiel – Rundfunk der DDR)
- 1959: Friedrich Karl Kaul/Walter Jupé: Alles beim alten (Schellka, Oberstudiendirektor) – Regie: Gert Beinemann (Hörspiel – Rundfunk der DDR)
- 1960: Anna und Friedrich Schlotterbeck: An der Fernverkehrsstraße 106 (Pastor) – Regie: Theodor Popp (Hörspiel – Rundfunk der DDR)
- 1961: Guy de Maupassant: Der Millionenstreich (Arzt) – Regie: Otto Dierichs (Hörspiel – Rundfunk der DDR)
- 1962: Rolf Schneider: Godefroys – Regie: Otto Dierichs (Hörspiel – Rundfunk der DDR)
- 1962: Klaus Beuchler: Der Fall Stetson (Fitzgerald Kelly) – Regie: Werner Grunow (Hörspiel – Rundfunk der DDR)
- 1964: Fred von Hoerschelmann: Die Saline (Arzt) – Regie: Helmut Hellstorff (Hörspiel – Rundfunk der DDR)